# Oktober 2004
Portal Geschichte | Portal Biografien | Aktuelle Ereignisse | Jahreskalender | Tagesartikel

◄ |
20. Jahrhundert |
21. Jahrhundert

◄ |
1970er |
1980er |
1990er |
2000er
| 2010er | 2020er | 2030er | ►

◄ |
2000 |
2001 |
2002 |
2003 |
2004
| 2005 | 2006 | 2007 | 2008 | ►

◄ |
Juli 2004 |
August 2004 |
September 2004 |
Oktober 2004 |
November 2004 |
Dezember 2004 |
Januar 2005 |
►
Dieser Artikel behandelt tagesbezogene Nachrichten und Ereignisse im Oktober 2004.

## Tagesgeschehen

### Freitag, 1. Oktober 2004
- Bamako/Mali: Laut dem Landwirtschaftsministerium wird das Land von der schlimmsten Heuschreckenplage seit 15 Jahren heimgesucht. In dem betroffenen Gebiet zwischen dem 14. und 17. Breitengrad leben etwa 4,5 Millionen Menschen. Die Region beherbergt etwa 65 % bis 80 % des Viehbestands von Mali und die dort erzeugten etwa 1,5 Millionen t Getreide stellen etwa 40 % bis 45 % der nationalen Getreideproduktion dar.
- Dublin/Irland: Die irische Staatspräsidentin Mary McAleese wird im Amt bestätigt. Es stand kein Gegenkandidat zur Wahl.
- Steiermark/Österreich: Im Bundesland Steiermark wird um 12.01 Uhr ein Erdbeben der Stärke 3,9 Mw registriert. Das Epizentrum liegt im Gebiet des Hochschwabs. Es werden leichte Schäden an Gebäuden im Raum Bruck an der Mur und Leoben registriert. Verletzte gibt es nicht.
- Wien/Österreich: Der Vorstand des Instituts für Publizistik der Universität Wien verkündet per Aushang einen sofortigen Stopp bei der Annahme von Anmeldungen für Diplomarbeitsthemen. Aus Mangel an Personal und Räumen könne das Institut keine weiteren Diplomarbeiten betreuen.
- Yaren/Nauru: Nachdem der Parlamentarier Kieren Keke sein Mandat im Parlament nach gerichtlichem Entscheid verlor und das Staatsbudget nach einem erneuten „Deadlock“ nicht verabschiedet werden konnte, löst Präsident Ludwig Scotty das Parlament auf und ruft den nationalen Notstand aus. Parlamentssprecher Russell Kun bewertet die Ausrufung des Notstandes als rechtswidrig, da Scotty nun alleinregiere und somit die Gewaltenteilung nicht intakt sei.

### Samstag, 2. Oktober 2004
- Amsterdam/Niederlande, Berlin/Deutschland: In mehreren europäischen Städten finden Großdemonstrationen gegen Sozialabbau statt. Es protestieren mehrere hunderttausend Menschen. Die größten Einzelveranstaltungen finden in Amsterdam und Berlin statt.

### Sonntag, 3. Oktober 2004
- Indien: Bei einer Bombenexplosion kommen etwa 50 Menschen ums Leben.
- Ljubljana/Slowenien: Bei den Parlamentswahlen in Slowenien erleidet die liberaldemokratische Regierung unter Ministerpräsident Anton Rop eine Niederlage. Als Wahlsiegerin feiert sich die Slowenische Demokratische Partei mit Spitzenkandidat Janez Janša.
- Mittelmeer: Vor der tunesischen Küste ertrinken bis zu 75 Menschen beim Versuch der Einwanderung nach Europa.
- New York/Vereinigte Staaten: Der Generalsekretär der Vereinten Nationen Kofi Annan fordert das Ende der israelischen Militäroffensive im Gaza-Streifen, bei der bereits dutzende palästinensische Zivilisten ums Leben kamen.
- Vatikanstadt: Papst Johannes Paul II. spricht die deutsche Mystikerin Anna Katharina Emmerick und Kaiser Karl I. von Österreich selig.

### Montag, 4. Oktober 2004
- USA. Das SpaceShipOne kehrte von seinem zweiten Raumflug zurück und sicherte sich damit den Ansari X-Prize. Pilot war diesmal nicht Mike Melvill, sondern Brian Binnie.
- Jakarta/Indonesien. Der frühere General Susilo Bambang Yudhoyono hat die Präsidentenwahl in Indonesien gegen die Amtsinhaberin Megawati Sukarnoputri deutlich mit 61 % gegen 39 % gewonnen. Ausländische Wahlbeobachter sehen keine Hinweise auf größere Manipulationen.
- Stockholm/Schweden. Das Nobelpreiskomitee gibt die Gewinner des Nobelpreises für Medizin bekannt: Richard Axel und Linda B. Buck bekommen den Preis für die Erforschung der Riechrezeptoren und die Organisation des Olfaktorischen Systems.
- New York/USA. US-Verteidigungsminister Donald Rumsfeld räumt vor dem Rat für Auslandsbeziehungen ein, dass vor dem Einmarsch der USA in den Irak „keine harten Beweise“ für eine Verbindung zwischen Al-Qaida und Saddam Hussein gegeben habe, zieht die Aussage aber wenig später zurück mit der Bemerkung, er sei missverstanden worden. Im Gegensatz zu seinen Aussagen zu Beginn des Irakkrieges, für den einer der Hauptgründe die Existenz von Massenvernichtungswaffen war, sagte Rumsfeld nun auch, es sei wichtig gewesen zu verhindern, dass Saddam Hussein an solche gelange.

### Dienstag, 5. Oktober 2004
- Afrika: Die Afrikanische Union will 4000 Soldaten in die sudanesische Krisenprovinz Darfur entsenden. Der Sudan stimmte einem entsprechenden Vorschlag der UNO zu.
- Colorado/Vereinigte Staaten: Die Streitkräfte der Vereinigten Staaten klagen vier Soldaten wegen Mordes an einem irakischen General an. Sie sollen den Mann 2003 während eines Verhörs erstickt haben.
- Hannover/Deutschland: Die Landesregierung von Niedersachsen beschließt den Ausstieg aus der Kultusministerkonferenz. Damit ist der Vertrag für alle Länder ungültig.
- Jerusalem/Israel: Nach eigenen Angaben hat die israelische Armee 13 UNO-Mitarbeiter wegen mutmaßlicher Beteiligung an terroristischen Aktivitäten verhaftet. Weitere Details über die Festgenommenen wurden nicht genannt. Zuvor hatte Israels UN-Botschafter Dan Gillerman dem UNO-Hilfswerk UNRWA Verwicklungen in terroristische Attentate vorgeworfen.
- Stockholm/Schweden: Das Nobelpreiskomitee gibt die Gewinner des Nobelpreises für Physik bekannt: David J. Gross, H. David Politzer und Frank Wilczek bekommen den Preis für bedeutende Entdeckungen aus der Welt der Quarks (Asymptotische Freiheit in der Quantenchromodynamik).
- Straßburg/Frankreich: Monaco tritt als 46. Mitgliedstaat dem Europarat bei.[1]
- Suva/Fidschi: Nach Anfrage des nauruischen Präsident Scotty schickt das Pacific Islands Forum ein vierköpfiges Wahlbeobachtungsteam während der Wahlwoche nach Nauru. Scotty möchte dadurch die Legalität und Richtigkeit dieser Wahlen gewährleisten. Derweil hat die für Nauru zuständige US-Botschaft in Suva zurzeit keine Pläne, US-amerikanische Wahlbeobachter nach Nauru zu entsenden.
- Teheran/Iran: Der Iran erklärt, dass seine Mittelstreckenraketen vom Typ Shahab 3 nunmehr über eine Reichweite von rund 2000 km verfügen

### Mittwoch, 6. Oktober 2004
- Ana/Irak: Bei einem Selbstmordanschlag auf eine Kaserne in Ana westlich von Bagdad sind mindestens zehn Bewerber für die Nationalgarde getötet worden. Im Süden Bagdads und in Falludscha gab es Angriffe der US-Armee auf Rebellen.
- Brüssel/Belgien: Die EU-Kommission empfiehlt die Aufnahme von Beitrittsverhandlungen mit der Türkei. Ein konkretes Datum für den Beginn der Verhandlungen zu nennen, liegt im Ermessen der Staats- und Regierungschefs, die sich am 17. Dezember auf einem Gipfel treffen werden. EU-Kommissionspräsident Romano Prodi betont, dass die Aufnahme von Verhandlungen „unter Auflagen“ empfohlen wird. Es sei die vollständige Umsetzung der Reformen in der Türkei und die Beachtung der Menschen- und Grundrechte sicherzustellen.[2]
- Falludscha/Irak: Nach eigenen Angaben hat die Extremistengruppe Zarqawis den Briten Kenneth Bigley getötet. Bigley war am 16. September mit zwei US-Amerikanern entführt worden. In der Stadt Latifiya, im Südwesten der irakischen Hauptstadt, soll nun nach den beiden Amerikanern auch Bigley enthauptet worden sein.
- München/Deutschland: In München wird das Verfahren gegen fünf Neonazis der „Kameradschaft Süd“ eröffnet, die einen Sprengstoffanschlag gegen die Grundsteinlegung eines jüdischen Kulturzentrums in München planten. Das Verfahren gegen den Anführer Martin Wiese und weitere Angeklagte soll erst im nächsten Jahr beginnen.
- Stockholm/Schweden: Das Nobelpreiskomitee gibt die Gewinner des Nobelpreises für Chemie bekannt: Aaron Ciechanover (Israel), Avram Hershko (Israel) und Irwin Rose (USA) bekommen den Preis für die Entdeckung der Ubiquitin-gesteuerten Proteindegeneration.[3]
- Tel Aviv/Israel: In einem Interview mit der israelischen Zeitung Haaretz hat Dov Weisglass, ein Berater des Ministerpräsidenten Ariel Scharon, eine Abkehr der israelischen Regierung von der so genannten Roadmap angedeutet.

### Donnerstag, 7. Oktober 2004

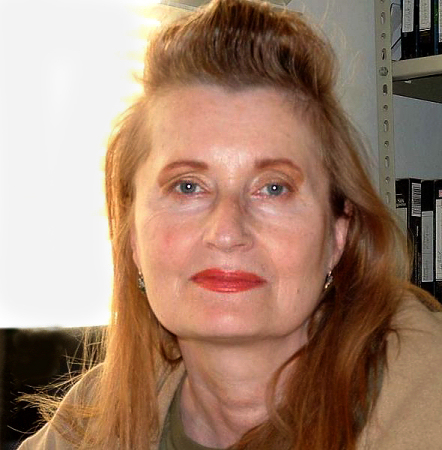
Elfriede Jelinek

- Stockholm/Schweden. Das Nobelpreiskomitee gibt die Gewinnerin des Nobelpreises für Literatur bekannt: Elfriede Jelinek (Österreich) bekommt den Preis „für den musikalischen Fluss ihrer Stimmen und Gegenstimmen in Romanen und Theaterstücken, die mit außergewöhnlicher sprachlicher Treffsicherheit die Absurdität gesellschaftlicher Klischees und ihre zwingende Kraft enthüllen“.
- St. Pölten/Österreich. Der Vatikan hat Kurt Krenns Rücktrittsgesuch als Diözesanbischof von St. Pölten offiziell angenommen und Klaus Küng als seinen Nachfolger ernannt. Küng war bisher Bischof der Diözese Feldkirch in Vorarlberg. Dort wird bis zur Bestimmung eines Nachfolgers sein bisheriger Generalvikar Elmar Fischer mit einer Sondervollmacht die Diözese leiten.

### Freitag, 8. Oktober 2004
- St. Louis/Missouri/USA. Es fand das 41. Fernsehduell im amerikanischen Wahlkampf der USA statt. Diesmal im Townhall-Format. Mehrere Umfragen nach dem Duell sehen John Kerry vor George W. Bush. Die Kandidaten Michael Badnarik (Libertarian Party) und David Cobb (Green Party), denen die Teilnahme und der Besuch der Veranstaltung verweigert worden war, werden festgenommen, als sie die Debatte verfolgen wollen.
- Oslo/Norwegen. Das Nobelpreis-Komitee verleiht den Friedensnobelpreis an die kenianische Umweltschützerin Wangari Muta Maathai, und damit zum ersten Mal an eine Afrikanerin.
- Düsseldorf/Deutschland. Die niederländische Billigfluggesellschaft V Bird stellt nach gescheiterten Verhandlungen mit einem Investor ihren Flugbetrieb ein.
- Paris/Frankreich. Bei der Explosion einer Paketbombe vor der indonesischen Botschaft in Paris werden neun Menschen – darunter vier Angestellte der Botschaft – leicht verletzt. Die Tat ereignet sich gegen 5:00 Uhr vor dem Botschaftsgebäude im 16. Bezirk der Stadt.
- Sinai/Ägypten. Bei einer am Vorabend beginnenden Serie von Bombenattentaten in Taba und Ras Schitan werden auf der ägyptischen Halbinsel Sinai mehr als 40 Menschen, größtenteils israelische Touristen, getötet. Eine bisher unbekannte islamistische Gruppe hat sich am Morgen via Internet zu den Attentaten bekannt; die ägyptische Polizei hat bereits mehrere Verdächtige festgenommen.
- New York/Vereinigte Staaten, London/Großbritannien. Das FBI hat die Beschlagnahmung mehrerer Indymedia-Server in den USA und Großbritannien veranlasst. Warum die Server beschlagnahmt wurden und weshalb das FBI eine Beschlagnahmung außerhalb ihres Wirkungsbereiches in Europa veranlassen konnte, ist derzeit noch ungeklärt.

### Samstag, 9. Oktober 2004
- Teheran/Iran. Die deutsche Fußballnationalmannschaft gewinnt das Freundschaftsspiel gegen den Iran 2:0.
- Vaduz/Liechtenstein. Die Liechtensteiner Fußballnationalmannschaft behauptet sich in der WM-Qualifikation unerwartet mit 2:2 gegen Vize-Europameister Portugal.
- Deutschland. Der CSU-Politiker Michael Glos äußert in einem Interview die Idee, per Unterschriftenaktion politischen Druck gegen den EU-Beitritt der Türkei auszuüben.
- Canberra/Australien. Bei Parlamentswahlen in Australien wird die Regierung von John Howard bestätigt.

### Sonntag, 10. Oktober 2004
- Frankfurt am Main/Deutschland: Der ungarische Schriftsteller Péter Esterházy erhält den Friedenspreis des Deutschen Buchhandels.[4]
- Düsseldorf/Deutschland: Nach den Stichwahlen für die Oberbürgermeisterämter in verschiedenen großen nordrhein-westfälischen Städten stellt die CDU nun in zehn Städten den Oberbürgermeister und die SPD in 13.
- Kabul/Afghanistan: Zum ersten Mal überhaupt wird in Afghanistan ein Präsident gewählt. Trotz schwerer organisatorischer Probleme wird die Wahl von internationalen Beobachtern als noch akzeptabel angesehen. Das Ergebnis wird für den 30. Oktober erwartet.
- Stuttgart/Deutschland: Bei der Wahl des Oberbürgermeisters erhält der Amtsinhaber Wolfgang Schuster (CDU) 43,5 %, Ute Kumpf (SPD) 32,8 % und Boris Palmer (Grüne) 21,5 %. Der zweite Wahlgang findet am 24. Oktober statt.

### Montag, 11. Oktober 2004
- Stockholm/Schweden. Der Nobelpreis für Wirtschaftswissenschaften geht an den Norweger Finn E. Kydland und den Amerikaner Edward C. Prescott für ihren Beitrag zur dynamischen Makroökonomie.
- Kalamata/Griechenland. Aus dem Safe einer Filiale der griechischen Zentralbank wurden ohne Einbruchsspuren 5,9 Millionen Euro gestohlen.

### Dienstag, 12. Oktober 2004
- Berlin/Deutschland: Der CDU-Politiker Friedrich Merz gibt bekannt, er werde zum Jahresende alle politischen Spitzenämter abgeben (Parteivorstand, Parteipräsidium und Fraktionsstand). Gerüchten zufolge steht ihm ein Posten in der Wirtschaft offen.
- Düsseldorf/Deutschland: Der als „Kalif von Köln“ bekanntgewordene Metin Kaplan ist nach Angaben der Landesregierung Nordrhein-Westfalens nach monatelangem Rechtsstreit in die Türkei abgeschoben worden.
- Tel Aviv/Israel: Die israelische Armee gesteht, das Hilfswerk der Vereinten Nationen für Palästina-Flüchtlinge (UNRWA) fälschlich der Unterstützung von palästinensischen Terroristen beschuldigt zu haben. Die israelische Regierung hatte vor einer Woche, gestützt auf Videoaufnahmen der Armee, behauptet, in einem UNRWA-Notarztwagen wäre eine Rakete transportiert worden.
- Washington/Vereinigte Staaten: Nach Wochen seismischer Aktivität stößt der Vulkan Mount St. Helens im Bundesstaat Washington eine große Gaswolke aus. Der Lavadom hebt sich um etwa 30 m.

### Mittwoch, 13. Oktober 2004
- Brüssel/Belgien: Die EU-Kommission wird eine Klage beim Europäischen Gerichtshof gegen Deutschland einreichen. Das als VW-Gesetz bekannte deutsche Gesetz zur Verhinderung einer feindlichen Übernahme von Volkswagen behindere den freien Kapitalverkehr in der Europäischen Union.
- Palästinensische Autonomiegebiete: Musa Arafat, der Cousin von Palästinenserführer Jassir Arafat, übersteht die Explosion einer Autobombe in einem neben seinem Autokonvoi fahrenden Pkw unverletzt.
- Potsdam/Deutschland: Der Landtag Brandenburg wählt mit 47 zu 36 Stimmen den seit Juni 2002 amtierenden Regierungschef im Land Brandenburg Matthias Platzeck (SPD) erneut zum Ministerpräsidenten.[5]
- Tempe/Vereinigte Staaten: Im letzten Fernsehduell der US-Präsidentschaftswahl 2004 stehen innenpolitische Themen im Vordergrund. Der Kandidat der Demokratischen Partei John Kerry wirft US-Präsidenten George W. Bush (Republikaner) vor, dass unter dessen Regierung über 5,1 Millionen Bürger ihre Sozialversicherung verloren.
- Washington (D.C.)/Vereinigte Staaten: Der Oberste Gerichtshof der Vereinigten Staaten beginnt mit der Prüfung der Frage, ob die Hinrichtung von Minderjährigen verfassungswidrig ist.

### Donnerstag, 14. Oktober 2004
- London/Großbritannien. In der britischen Hauptstadt beginnt das bis 17. Oktober stattfindende 3. Europäische Sozialforum.
- Europäische Union. Der designierte EU-Kommissar für Inneres und Justiz Rocco Buttiglione zieht nach der Ablehnung durch den zuständigen Ausschuss des Europäischen Parlaments einen Amtsverzicht in Erwägung. Er war abgelehnt worden, weil er in seiner Anhörung erklärt hatte, als Katholik halte er Homosexualität für eine Sünde, als überzeugter Europäer würde er aber die Rechte von Schwulen und Lesben verteidigen.
- Bagdad/Irak. Selbstmordattentäter haben es zum ersten Mal geschafft, innerhalb des stark gesicherten Regierungs- und Botschaftsviertels der irakischen Hauptstadt Bombenattentate zu verüben. Bei den beiden Explosionen in der so genannten „Grünen Zone“ starben mindestens fünf Menschen, darunter drei US-Zivilisten, und 18 Menschen wurden verletzt. Eine Gruppe um den Al-Qaida-Verbündeten Abu Musab al-Zarqawi bekannte sich zu den Anschlägen.
- Tripolis/Libyen. Gerhard Schröder besucht als erster deutscher Bundeskanzler Libyen. Bei seinem zweitägigen Kurzbesuch traf er sich zweimal mit dem Libyschen Staatsoberhaupt Muammar al-Gaddafi.
- Santiago de Chile. In der chilenischen Hauptstadt stirbt einer der Wegbereiter der Demokratie des Landes, Kardinal Juan Francisco Fresno Larraín.

### Freitag, 15. Oktober 2004
- Wien/Österreich. Der Präsident des österreichischen Verfassungsgerichtshofes, Karl Korinek, hat bekanntgegeben, dass Teile des neuen Asylgesetzes verfassungswidrig sind. Darunter fallen unter anderem das „Neuerungsverbot“, eine Schubhaft-Bestimmung, sowie die Regelung, dass bei negativem Bescheid in erster Instanz kein Abschiebe-Schutz für den Asylwerber besteht. Das Neuerungsverbot besagt, dass in der zweiten Instanz nur in Ausnahmefällen (Traumatisierungen) neue Sachargumente vorgebracht werden können. Verfassungskonform sind hingegen die Liste sicherer Dritt- und Herkunftsländer, die Durchsuchungsbestimmungen sowie das Bundesbetreuungsgesetz.
- New York/USA. Die UN-Generalversammlung entscheidet heute über die Neubesetzung von fünf der zehn Sitze der nicht ständigen Mitglieder des Sicherheitsrat der Vereinten Nationen. Vorgeschlagen wurden Argentinien, Dänemark, Griechenland, Japan und Tansania. Diese sollen Anfang nächsten Jahres Angola, Chile, Deutschland, Pakistan und Spanien ablösen, die diese Sitze für zwei Jahre innehatten.

### Samstag, 16. Oktober 2004
- Bagdad/Irak: In der irakischen Hauptstadt sind mehrere Anschläge auf christliche Kirchen verschiedener Konfessionen am zweiten Tag des Ramadan verübt worden.
- Basel/Schweiz: Die Schweizer Gewerkschaften GBI und SMUV fusionieren zur Großgewerkschaft Unia.
- Kailua-Kona/Vereinigte Staaten: Nach 1997 gewinnt mit Normann Stadler zum zweiten Mal ein deutscher Starter den Triathlon-Männerwettbewerb Ironman Hawaii. In der Konkurrenz der Damen gewinnt zum fünften Mal in ihrer Karriere Natascha Badmann aus der Schweiz. Tina Walter erreicht als schnellste Deutsche die Ziellinie und wird Neunte.[6][7]
- Österreich: In Österreich wird der Wechsel des Mobilfunkbetreibers unter Mitnahme der vollen Rufnummer, inklusive Vorwahl, möglich. Diese „Rufnummernportabilität“ sollte laut einer EU-Richtlinie bereits am 25. Juli 2003 in allen Mitgliedsländern eingeführt sein.

### Sonntag, 17. Oktober 2004

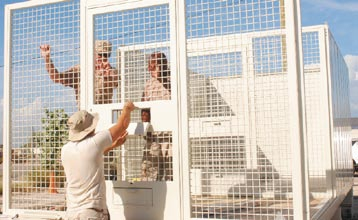
Käfig für Einzelhaft, Guantanamo Bay

- Tripolis/Libyen. Bei einem Treffen von fünf afrikanischen Staatsoberhäuptern, Muammar al-Gaddafi (Libyen), Omar al-Baschir (Sudan), Idriss Déby (Tschad), Hosni Mubarak (Ägypten) und Olusegun Obasanjo (Nigeria), erklärten diese die Krise in der sudanesischen Region Darfur zu einer „rein afrikanischen Angelegenheit“ und lehnen jede Einmischung von außen ab. An dem Treffen nahmen auch Vertreter der Afrikanischen Union und der EU teil.
- New York/USA. Nach Aussagen ehemaliger Bediensteter des US-amerikanischen Stützpunkts Guantanamo gegenüber der New York Times wurden dort festgehaltene Terrorverdächtige regelmäßig harten Verhörmethoden ausgesetzt, die den Verdacht der Anwendung völker- und menschenrechtswidriger Foltermethoden durch die US-Regierung verstärken. Diese hat die Vorwürfe zurückgewiesen.
- New York/Vereinigte Staaten. Im Streit um den Ausbau des iranischen Atomprogrammes steckt die internationale Staatengemeinschaft in einem Dilemma: Zum einen will man nicht, dass der Iran die Fähigkeiten zum Bau von Atomwaffen entwickelt, zum anderen ist es jedoch auch nicht wünschenswert, dass die USA dies militärisch unterbindet. Der Iran beruft sich nach internationalen Verträgen auf das Recht des Erwerbs des vollen nuklearen Brennstoffzyklus, zur friedlichen Nutzung. In einem Interview warnte UN-Generalsekretär Kofi Annan die USA vor einem Militärschlag: „Ich möchte darüber gar nicht erst nachdenken“.
- London/England. Der frühere Sänger der britischen Pop-Musikgruppe Soft Cell, Marc Almond, wird bei einem Motorradunfall schwer verletzt.
- Marseille/Frankreich. Wenige Tage vor ihrer Hochzeit wird die tunesischstämmige Ghofrane Haddaoui im Alter von 23 Jahren von zwei jugendlichen Muslimen zu Tode gesteinigt. Die Tat erregt als erste und offenbar gemäß selbstermächtigem Scharia-Recht vollzogene Steinigung im Bereich der EU weltweit Empörung.

### Montag, 18. Oktober 2004
- Bad Gastein/Österreich. Der 67-jährige Helmut Simon, der zusammen mit seiner Ehefrau Erika die Gletschermumie Ötzi am Similaungletscher fand, gilt seit einer Wanderung als verschollen.
- Rio de Janeiro/Brasilien. Die brasilianische Regierung verweigert Inspektoren der Internationalen Atomenergiebehörde freien Zugang zur Atomanlage von Resende. Begründet wird diese Entscheidung mit dem Schutz von Industriegeheimnissen.
- Brissago/Schweiz. Wladimir Borissowitsch Kramnik verteidigt seinen Weltmeistertitel im klassischen Schach mit einem Sieg in der letzten von 14 Partien und einem Endstand von 7:7 erfolgreich gegen den Ungarn Peter Leko.
- Teheran/Iran. Im staatlichen Fernsehen deutet der Chef-Unterhändler für Atomfragen und Sekretär des iranischen Sicherheitsrates, Hassan Rohani, Kompromissbereitschaft im Streit um den Ausbau des Atomprogrammes an: Sollte es von europäischer Seite gewünscht werden, wäre eine zeitweilige Aussetzung der Uran-Anreicherung verhandelbar, ein dauerhafter Verzicht jedoch nicht.
- Wien/Österreich. Ursula Plassnik, derzeit österreichische Botschafterin in der Schweiz, wird vom ÖVP-Bundesparteivorstand als Nachfolgerin von Benita Ferrero-Waldner zur neuen österreichischen Außenministerin bestellt.
- Minsk/Belarus. Der belarussische Staatspräsident Aljaksandr Lukaschenka lässt ein Referendum abhalten, wonach ihm, entgegen der Bestimmung der Verfassung, eine dritte Amtszeit ermöglicht werden soll. Das offizielle Ergebnis verzeichnet eine Zustimmung von 75 % für Lukaschenka, doch entspricht die Abstimmung Beobachtern zufolge nicht den Standards für faire Wahlen.

### Dienstag, 19. Oktober 2004
- Wien/Österreich. Der israelische Staatspräsident Moshe Katsav trifft zu einem viertägigen Staatsbesuch in Österreich ein. Katsav ist das erste israelische Staatsoberhaupt, das Österreich besucht.
- USA. Die schon seit einigen Wochen anhaltende Knappheit an Grippeimpfstoffen in den USA kann kaum noch bewältigt werden. Mehr als 40 Millionen Amerikaner bekommen dieses Jahr keinen Impfstoff. Grund: Die englische Firma, die das Serum produziert, konnte nicht liefern, weil der Impfstoff verunreinigt war.
- Bagdad/Irak. Margaret Hassan, Direktorin der Hilfsorganisation CARE International, wird verschleppt. Die bewaffnete irakische Gruppe ist nach einer Meldung des Senders Al Jazeera für die Entführung verantwortlich.
- Indien. Auf der asiatischen Halbinsel wird Indiens „Robin Hood“ durch Kopfschuss getötet. Der Mann hatte 120 Menschen und 2000 Elefanten getötet. K. M. Veerappan war Indiens meistgesuchter Mörder. Er war 20 Jahre auf der Flucht.
- Dublin/Irland. Die für den 22. Oktober geplante irische Präsidentschaftswahl wurde, mangels Gegenkandidaten, abgesagt. Die amtierende Präsidentin Mary McAleese wird am 10. November für weitere sieben Jahre vereidigt.
- Rangun/Myanmar (Birma). Ministerpräsident General Khin Nyunt wurde von der regierenden Militärjunta abgesetzt. Er wurde wegen Korruptionsverdacht unter Hausarrest gestellt. Diese Absetzung bedeutet nach Einschätzung von Diplomaten eine Machtverschiebung innerhalb der Junta in Richtung Hardliner. Diese lehnen Zugeständnisse an die Demokratiebewegung von Friedensnobelpreisträgerin Aung San Suu Kyi ab.
- Karlsruhe/Deutschland. Das deutsche Bundesverfassungsgericht hat in einem Beschluss entschieden, dass Urteile des Europäischen Gerichtshofes für Menschenrechte für deutsche Gerichte nicht bindend sind. Die deutsche Gerichtsbarkeit muss Entscheidungen des Straßburger Gerichtshofes lediglich „gebührend“ berücksichtigen und „schonend“ in die nationale Rechtsordnung einpassen, die Urteile seien nur „Auslegungshilfen“, die nicht strikt befolgt werden müssen, wenn sie etwa mit dem deutschen Grundgesetz im Widerspruch stehen.

### Mittwoch, 20. Oktober 2004
- Chongqing/Volksrepublik China. In der chinesischen Metropole kommt es zu teils gewaltsamen Unruhen mit rund zehntausend Teilnehmern. Polizei und Militär schützen die Regierungsgebäude.
- Wien/Österreich. Ursula Plassnik wird als neue österreichische Außenministerin offiziell angelobt.
- Wien/Österreich. Der Verfassungsgerichtshof (Österreich) (VfGH) hat die Ausgliederung der Zivildienstverwaltung an das Österreichische Rote Kreuz aufgehoben. „Entscheidungen, die Grundrechtseingriffe bewirken, wie etwa Zuweisung oder Befreiung von der Verpflichtung zur Leistung des Zivildienstes, seien Kernaufgaben des Staates – und solche dürften nicht ausgelagert werden.“ Konkret wurde die im Paragraph 54a Zivildienstgesetz enthaltene Ermächtigung des Innenministers aufgehoben, ein geeignetes Unternehmen mit der Durchführung von Aufgaben der Zivildienstverwaltung zu beauftragen. Als Reparaturfrist wurde der 31. Dezember 2005 gesetzt.
- Bochum, Rüsselsheim/Deutschland. Der Streik im Bochumer Opel-Werk wurde heute Mittag beendet. Nachdem die Beschäftigten sechs Tage lang gegen die geplanten Stellenstreichungen des US-Mutterkonzerns General Motors (GM) demonstrierten, stimmte heute die große Mehrheit der Angestellten in einer Betriebsversammlung für die Wiederaufnahme der Arbeit, so der Betriebsratsvorsitzende Dietmar Hahn. Das Opel-Werk in Bochum spielte eine Schlüsselrolle, da es als eines der wichtigsten Zuliefererwerke des Konzerns gilt. Im belgischen Antwerpen standen aufgrund des tagelangen Streiks zeitweise auch die Bänder still.
- Görlitz/Deutschland, Zgorzelec/Polen. Görlitz und Zgorzelec liegen seit heute ein Stück näher zusammen. Grund ist die 60 Jahre nach ihrer Zerstörung neu entstandene Altstadtbrücke, die die beiden Neißestädte miteinander verbindet. Sachsens Kultusminister Karl Mannsfeld (CDU) und der niederschlesische Woiwode Stanislaw Lopatowski durchschnitten symbolisch ein blaues Band. Mannsfeld: „Dies ist eine ‚Sternstunde‘ für Europa, denn die Brücke ist ein Symbol dafür, dass die jahrzehnte lange Teilung in Europa überwunden ist.“
- Kruger-Nationalpark/Südafrika. Nur wenige Tage nach dem Abschluss der CITES-Artenschutzkonferenz in Bangkok steht in Südafrika das Schicksal tausender Elefanten auf dem Spiel. Aus dem gesamten südlichen Afrika tagen derzeit Wissenschaftler, Tierschützer und Naturpark-Manager im Kruger-Nationalpark, um nach Lösungen für die explosionsartig anwachsenden Elefanten-Bestände der Region zu suchen.
- Neuenkirchen (Lüneburger Heide)/Deutschland. Um 8:59 Uhr erschütterte ein Erdbeben der Stärke 4,5 auf der Richterskala Norddeutschland. Das Epizentrum lag in Niedersachsen bei Neuenkirchen (Landkreis Heidekreis), das Hypozentrum in ca. 5 km Tiefe. Die Auswirkungen sind in einem Umkreis von etwa 40 Kilometern, so auch in Bremen und Hamburg zu spüren gewesen. Ein anschließender zweiter Erdstoß war stärker als der erste.
- Wurzen/Deutschland. Die Wurzener CDU konnte innerhalb der Kommune umstrittenen Sparpläne nur mithilfe der Stimmen der Vertreter der rechtsextremen NPD durchboxen. „Die PDS spricht von einem Skandal. Die Grünen werfen der CDU vor, die NPD als einen gewöhnlichen Partner im Stadtrat zu betrachten“, schreibt der MDR. Erst gestern fand die erste Sitzung des neugewählten sächsischen Landtages in Dresden statt. Bei der Wahl am 19. September errang die NPD 9,2 % der Stimmen und stellt seitdem zwölf Abgeordnete.
- Berlin/Deutschland. „Die Grünen schließen eine neue Panzerlieferung an die Türkei aus, falls sich herausstellen sollte, dass ehemalige NVA-Panzer tatsächlich gegen Kurden eingesetzt werden.“ Mit dieser Aussage reagierte der parlamentarische Geschäftsführer der Grünen, Volker Beck, auf einen gestern ausgestrahlten Bericht des ZDF-Magazins „Frontal 21“, wonach ehemaliges DDR-Kriegsgerät gegen aufständische Kurden eingesetzt worden sein soll.
- Beirut/Libanon. Der libanesische Ministerpräsident Rafiq al-Hariri tritt nach Meinungsverschiedenheiten mit dem pro-syrischen Staatspräsidenten Émile Lahoud zurück. Nachfolger wird Omar Karami.

### Donnerstag, 21. Oktober 2004
- Washington, D.C./USA. Unabhängigen Wahlbeobachtern wird teilweise die Überwachung der Stimmauszählung bei der in zwei Wochen stattfindenden Präsidentschaftswahl verwehrt. Eine Sprecherin der Nichtregierungsorganisation (NGO) Global Exchange kritisiert, dass internationalen Beobachtern unter anderem in den vermutlich wahlentscheidenden Bundesstaaten Florida und Ohio vielfach noch keine Genehmigung zur Überwachung der Stimmauszählung erteilt wurden.
- New York/USA. UN-Nothilfekoordinator Jan Egeland erklärt in einer Anhörung vor dem UN-Sicherheitsrat den seit 18 Jahren andauernde Bürgerkrieg im Norden Ugandas zur weltweit größten verdrängten humanitären Katastrophe. Viele der 20.000 dort als entführt geltenden Kinder müssen für die aufständische Lord’s Resistance Army als Kindersoldaten kämpfen.
- Bagdad/Irak. Der ranghöchste US-Soldat im Folterskandal um das irakische Gefängnis von Abu Ghraib, Ivan „Chip“ Frederick wird zu acht Jahren Freiheitsstrafe verurteilt. Das Urteil enthält auch eine unehrenhafte Entlassung aus den US-Streitkräften. Im Laufe des Prozesses wurden auch schwere Vorwürfe gegen den US-Geheimdienst CIA erhoben.
- Europäische Union. Da der neue Kommissionspräsident José Manuel Barroso eine Umbildung seiner Kommission ablehnt, sollen die Ressorts umstrittener Kommissare beschnitten werden. So sollen Belange der Antidiskriminierung aus dem Bereich des Italieners Rocco Buttiglione (Justiz- und Innenkommissar) einer Kommissarsgruppe (darunter Margot Wallström und Benita Ferrero-Waldner) unterstellt werden, und die neue Wettbewerbskommissarin Neelie Kroes in allen Belangen, in denen sie wegen früherer Firmenjobs befangen sein könnte, weder mitermitteln noch -abstimmen.
- China. Bei einer Kohlegrubenexplosion in Zentralchina (Daping-Grube in Xinmi in der zentralen Provinz Henan) sind vermutlich 148 Grubenarbeiter ums Leben gekommen. 298 Arbeiter konnten sich retten. Bisher wurden 56 Leichen geborgen. Für die vermissten Bergleute bestünde „kaum noch Hoffnung“, lautet die Meldung von offizieller Seite. Seit Jahresbeginn ereigneten sich rund 6.200 Unfälle im chinesischen Bergwerk- und Bausektor, die fast 8.000 Menschen das Leben kosteten.
- Den Haag/Niederlande. Der von dem Kriegsverbrechertribunal angeklagte jugoslawische Ex-Präsident Slobodan Milošević verweigert die Zusammenarbeit mit dem ihm zur Seite gestellten britischen Pflichtverteidiger Steven Kay. Somit sei ein „fairer Prozess“ nicht möglich. Ein Gremium muss nun entscheiden, ob Milošević sich wieder selbst verteidigen darf. Erst im September wollte man mit der Bestellung Kays eine Beschleunigung des Prozesses gegen den gesundheitlich angeschlagenen Milošević erreichen.
- Japan. Der Taifun Tokage fordert im Süden Japans mindestens 67 Todesopfer.

### Freitag, 22. Oktober 2004
- Deutschland. CDU und CSU können sich nicht auf ein gemeinsames Konzept für eine Gesundheitsreform einigen, die CSU signalisiert jedoch ein mögliches Einlenken auf das CDU-Modell der Gesundheitsprämie. Der Vorsitzende der CDU-Mittelstandsvereinigung, Peter Rauen, forderte den CSU-Sozialpolitiker Horst Seehofer unmittelbar vor dem unionsinternen Arbeitsgruppen-Treffen zur Gesundheitspolitik zum Rücktritt auf. „Ich bin der Meinung, er muss sich selbst prüfen, ob er mit dieser Außenseiterposition, […], noch wirklich stellvertretender Fraktionsvorsitzender von CDU und CSU bleiben kann“, sagte Rauen heute morgen in der ARD. Er bezog sich dabei auf Seehofers ablehnende Haltung zu der von der CDU favorisierten Gesundheitsprämie.
- Die Erde. In den vergangenen 30 Jahren ist dem WWF zufolge die Artenvielfalt der Tiere im Meer und auf dem Land um etwa 30 Prozent zurückgegangen.
- Hannover/Deutschland. Der Tarifkonflikt bei Europas größtem Autobauer Volkswagen droht zu eskalieren. Nach einer ergebnislosen vierten Tarifrunde gestern in Hannover rücken Arbeitsniederlegungen bei dem Autobauer immer näher. Vorerst wurden die Verhandlungen auf den 28. Oktober vertagt. Allerdings läuft an diesem Tag auch die sogenannte „Friedenspflicht“ bei VW aus. Sollte es bis dahin zu keiner Einigung kommen, hat die IG Metall für Anfang November Warnstreiks angekündigt.
- Gaza-Stadt/Israel. Bei einem gezielten Raketenangriff Israels auf ein Fahrzeug in Gaza-Stadt sind nach Angaben von Ärzten und Augenzeugen ein hochrangiger Hamas-Funktionär und sein Begleiter getötet worden. Der 47-jährige Adnan el Gul werde seit rund 15 Jahren als mutmaßlicher Bombenbauer gesucht, hieß es.
- Russland. Das russische Parlament (Duma) stimmte der Ratifizierung des Kyoto-Protokolls zu.

### Samstag, 23. Oktober 2004
- Japan: Beim schwersten Erdbeben seit über 70 Jahren mit der Stärke 6,8 Mw sterben in Nordjapan über 20 Menschen, etwa 1.500 werden verletzt.
- Kosovo/Serbien und Montenegro: In der südserbischen Provinz Kosovo fanden Parlamentswahlen statt. Die Wahl wurde durch die Partei 'Demokratische Liga' von Präsident Ibrahim Rugova mit 47 Prozent der Stimmen gewonnen. Die serbische Minderheit hatte die Wahl wegen der schlechten Sicherheitslage boykottiert. Die UNO kritisierte diesen Wahlboykott.
- Teheran/Iran: Gegen den ausdrücklichen Wunsch der Europäischen Union erklärt die Regierung des Iran, nicht auf die Uran-Anreicherung zu verzichten.
- Yaren/Nauru: In Nauru öffnen die Wahllokale für die Parlamentswahlen um 8:00 Uhr Ortszeit (MEZ 21:00 Uhr (22.10.)) und schließen um 18.00 Uhr Ortszeit (MEZ 7:00 (23.10.)) wieder. Erstmals können auch im Ausland lebende Nauruer an der Wahl teilnehmen. Entsprechende Formulare wurden an die in Australien, Neuseeland, Fidschi, den USA und Großbritannien wohnhaften Nauruer geschickt. Erste Wahlresultate werden am 24. Oktober erwartet. Die Präsidentschaftswahlen werden voraussichtlich am 26. Oktober stattfinden.

### Sonntag, 24. Oktober 2004
- Basel/Schweiz. Bei den Parlamentswahlen im Schweizerischen Kanton Basel-Stadt erzielt die Linke starke Sitzgewinne, Sozialdemokraten und Grüne erreichen zusammen 62 Sitze, mit den Mitteparteien DSP und EVP zusammen haben sie die Mehrheit.
- Bagdad/Irak. Laut der Zeitung Washington Post sind im letzten halben Jahr zahlreiche Gefangene im Irak mit Hilfe der CIA und ohne Wissen des Internationalen Komitees vom Roten Kreuz außer Landes geschafft worden. Dies sei ein Verstoß gegen die Genfer Konventionen.
- Yaren/Nauru. Die Regierung um Präsident Ludwig Scotty gewinnt deutlich die Parlamentswahlen in Nauru. während die liberal-reformistische Regierung all ihre 9 der insgesamt 18 Parlamentssitze halten konnte, verlor die konservative Opposition 7 ihrer 9 Sitze an die Regierung. Somit hat Scotty und seine Gefolgschaft nun eine Mehrheit von 16 gegen 2, was die größte Parlamentsmehrheit der Geschichte Naurus bedeutet.
- Hamburg/Deutschland. Der ehemalige UN-Waffeninspekteur, Hans Blix, hat im Streit um das iranische Atomprogramm den Westen zu Zugeständnissen aufgefordert. Immerhin habe der Iran das verbriefte Recht, Uran zur Herstellung nuklearen Brennmaterials anreichern zu dürfen, sagte Blix heute im Interview mit der Tagesschau der ARD.
- Bakuba/Irak. Im Irak sind erneut Angehörige der einheimischen Sicherheitskräfte Opfer von Gewalttaten geworden. Bei Bakuba entdeckte die Polizei die Leichen von 49 irakischen Rekruten. Die Männer waren offenbar in einen Hinterhalt geraten und von Unbekannten erschossen worden.
- Deutschland. Mit Habseligkeiten haben der Deutsche Sprachrat und das Goethe-Institut in einem Wettbewerb über das schönste deutsche Wort entschieden. Das Wort bezeichne mit einem „freundlich-mitleidigen Unterton“ die Besitztümer einer Person und lasse den Eigentümer der Dinge „sympathisch und liebenswert“ erscheinen. Beim schönsten Wort für Kinder gewann das Wort Libelle.
- Das Sojus-Raumschiff von Flug Sojus TMA-4 mit zwei Raumfahrern von der Internationalen Raumstation ist am Morgen sicher auf der Erde gelandet.
- Zeitz/Sachsen-Anhalt. Die erste Landesgartenschau Sachsen-Anhalts in Zeitz ist mit einem bunten Spektakel zu Ende gegangen. In einer ersten Bilanz äußerten sich die Veranstalter zufrieden: Vor allem dem Süden des Landes habe die Schau einen enormen Imagegewinn gebracht. Insgesamt wurden in den vergangenen 184 Tagen auf dem Gelände um die Moritzburg um die 30000 Gäste gezählt. Ein Konzept zur Nachnutzung des 12 Hektar großen Geländes wird derzeit erarbeitet. Währenddessen bereitet sich Wernigerode für die Schau in zwei Jahren vor.
- Afghanistan. Amtsinhaber Hamid Karsai hat die Präsidentenwahl in Afghanistan gewonnen. Nach Auszählung von 94 % der Stimmen liegt er mit 54,6 % auf Platz 1. Sein größter Herausforderer Junus Kanuni kommt auf etwa 16 %.

### Montag, 25. Oktober 2004
- Tunis/Tunesien. Der tunesische Präsident Zine el-Abidine Ben Ali (68) ist Sieger der Wahlen vom 24. Oktober. Damit beginnt seine vierte Amtszeit seit 1987, er löste damals Habib Bourguiba (Rücktritt aus Altersgründen) ab. Zine erhielt 94,4 Prozent der Stimmen, teilt das Innenministerium mit. Die gleichzeitig durchgeführte Parlamentswahl gewinnt die amtierende Demokratische Verfassungsbewegung (RCD). Die Wahl wurde als Farce bezeichnet.
- Japan. Nur zwei Tage nach dem schwersten Erdbeben in Japan seit neun Jahren bebte die Erde erneut im Norden des Landes. Das Beben erreichte eine Stärke von 5,6 auf der Richterskala. Seitdem wurden Hunderte von kleineren und größeren Nachbeben (bis 4,9) registriert. Meteorologen erwarten ein weiteres starkes Beben in dieser Woche. Die Angst vor weiteren Erdbeben hat tausende Japaner dazu veranlasst, im Freien zu übernachten.
- Stuttgart/Deutschland: Der Ministerpräsident von Baden-Württemberg Erwin Teufel sowie sein Staats- und Europaminister Christoph Palmer kündigen ihren Rücktritt an. Teufel wird am Landesparteitag der CDU im Februar 2005 nicht mehr für das Amt des Spitzenkandidaten antreten und am 19. April 2005 seine Ämter als Ministerpräsident und Landesvorsitzender niederlegen. Palmer hingegen tritt mit sofortiger Wirkung zurück, nachdem er am Vortag auf der Wahlparty für den wiedergewählten Oberbürgermeister von Stuttgart den CDU-Bundestagsabgeordneten Joachim Pfeiffer zweimal geohrfeigt hatte. Hintergrund der Auseinandersetzung war die Ablehnung Pfeiffers für eine erneute Kandidatur Teufels.
- Chan Yunis/Palästinensische Autonomiegebiete. Bei einer Offensive der israelischen Armee auf das Flüchtlingslager Chan Yunis wurden insgesamt 5 Palästinenser getötet und 23 weitere verletzt. Der Angriff war ein Vergeltungsschlag für die letzten Attacken auf eine jüdische Siedlung.
- Pabbo/Uganda. Durch einen heftigen Sturm und Regenfälle sind im Flüchtlingslager Pabbo mehr als 3000 Unterkünfte zerstört worden. Fast 15.000 Menschen sind nun obdachlos geworden.

### Dienstag, 26. Oktober 2004
- Kabul/Afghanistan. Laut dem ARD-Magazin „Kontraste“ seien in von den USA geführten Gefängnissen in Afghanistan Folterexzesse an der Tagesordnung, die jene bereits bekanntgewordenen im Irak nochmals in ihrer Brutalität übertreffen. Der Bericht wurde von unabhängigen Menschenrechtsorganisationen bestätigt.
- Kuba. Staatspräsident Fidel Castro verkündet ein Embargo gegen den US-Dollar ab dem 8. November 2004. Bisher flossen 800 bis 1200 Millionen US-Dollar jährlich nach Kuba. Der kubanische, eher wenig genutzte Peso soll dadurch gestärkt werden. Das Embargo kommt nicht unerwartet, da die USA das Wirtschaftsembargo in letzter Zeit verstärkten und härter gegen Verstöße vorgehen. Auch ist die Versorgung mit Öl durch Venezuela nicht auf den Dollar angewiesen.
- Rüsselsheim/Deutschland. Alle europäischen Opel-/GM-Werke produzieren wieder. Als Folge der Arbeitnehmerproteste gegen die radikalen Sanierungspläne konnten mehr als 7.000 Fahrzeuge nicht termingerecht gebaut werden. In der Opel-Krise ist die Führung bemüht, auf die Belegschaft zuzugehen. Konzernchef Hans Demant übt Selbstkritik und räumt Managementfehler ein. Man habe die Entwicklung auf dem Automobilmarkt nicht richtig eingeschätzt und entsprechend „früh genug auf die Bremse getreten“. Opel schreibt seit mehreren Jahren rote Zahlen.
- Karlsruhe/Deutschland. Das Bundesverfassungsgericht erklärt das Parteienfinanzierungsgesetz für verfassungswidrig. Sie stärken damit die Rolle von Splitterparteien. Gegen die Novelle hatten die Ökologisch-Demokratische Partei (ödp) und die Partei Die Grauen – Graue Panther (GRAUE) geklagt, weil es Chancengleichheit kleinerer Parteien verletze, sowie ein Verlust der politischen Vielfalt drohe. Die Einschränkung der Parteienfinanzierung ist nicht mit dem Grundgesetz vereinbar, urteilten die Richter. Ursprünglich sollten ab 2005 Parteien nur noch unter erschwerten Bedingungen Anspruch auf staatliche Zuwendung haben. Somit sollte verhindert werden, dass kleine, radikale Parteien bewusst die Stadtstaaten aussuchen, um mit möglichst geringem Aufwand an der staatlichen Teilfinanzierung teilnehmen zu können.[8]
- Israel. Das israelische Parlament (Knesset) hat für den Plan von Ministerpräsident Ariel Scharon gestimmt, sich aus dem Gaza-Streifen und Teilen des Westjordanlands zurückzuziehen. Diese Entscheidung ist historisch, erstmals sprach sich das israelische Parlament für die Räumung jüdischer Siedlungen in den besetzten Gebieten aus. Gegner des Rückzugplans streben nun ein Referendum an. Infolge der Abstimmung entließ Scharon die Minister Usi Landau und Michael Razon, die gegen den Plan gestimmt hatten. Der Beschluss wurde von den USA begrüßt.
- Thailand. Im Süden Thailands kam es zu blutigen Auseinandersetzungen zwischen Polizei und muslimischen Demonstranten, bei denen mindestens 78 Personen getötet wurden. 1300 Menschen wurden festgenommen.

### Mittwoch, 27. Oktober 2004
- Straßburg/Frankreich. Im Europäischen Parlament erklärte der designierte Kommissionspräsident José Manuel Barroso, dass er das neue Kollegium von 25 Kommissaren nicht zur Wahl stellen möchte, sondern die Abstimmung auf die nächste Sitzung (15. – 18. November 2005) vertagen möchte. Zuvor hatten mehrere Fraktionen angekündigt, entweder geschlossen oder in der Mehrheit gegen die Kommission abstimmen zu wollen. Kritik hatte es vor allem am italienischen Kandidaten, Rocco Buttiglione, wegen weltanschaulicher Äußerungen über Homosexualität und die Rolle der Frau in Verbindung mit seinem Zuständigkeitsbereich Recht und Inneres gegeben. Aber auch andere designierte Kommissarinnen und Kommissare waren in die Kritik geraten. Es wird erwartet, dass Barroso in den nächsten Tagen eine Umbildung der zukünftigen Kommission vornimmt.

### Donnerstag, 28. Oktober 2004
- Riga/Lettland. Die lettische Minderheitsregierung scheitert an einem Budgetentwurf. Die Ablehnung des Haushaltsentwurfs der seit März regierenden Partei von Ministerpräsident Indulis Emsis (Grüne/Bauernpartei) durch das Parlament entspricht nach der Geschäftsordnung einem erfolgreichen Misstrauensvotum.
- Ramallah/Westjordanland. Nach Angaben aus Regierungskreisen in Ramallah befindet sich Jassir Arafat in einem sehr kritischen Gesundheitszustand. Laut israelischer Medien habe der Palästinenserpräsident wiederbelebt werden müssen und sei zur Zeit noch nicht wieder bei vollem Bewusstsein.
- USA. Vor der US-Präsidentschaftswahl am 2. November sind im bevölkerungsreichen Bezirk Broward, Florida rund 58.000 Stimmzettel von Briefwählern nicht zugestellt worden. Wahlinspektoren sprechen von einem Rätsel, oppositionelle Demokraten äußerten den Verdacht des Wahlbetrugs, sie haben zudem bereits neun gerichtliche Klagen im Zusammenhang mit der Präsidentschaftswahl eingereicht. Florida könnte bei der Präsidentenwahl wie schon im Jahr 2000 eine entscheidende Rolle spielen.
- Gaza-Streifen. Eine achtjährige Palästinenserin wurde auf dem Weg zur Schule erschossen. Das Mädchen wurde bei Beschuss von einem israelischen Kontrollposten getroffen. Der Vorfall wird von der israelischen Armee untersucht.

### Freitag, 29. Oktober 2004
- Die Negativauszeichnung Big Brother Awards wird u. a. an die Universität Paderborn, die Bundesagentur für Arbeit, Canon Deutschland, Lidl und die Tchibo Direct GmbH vergeben.
- Deutschland sichert der demokratischen Republik Kongo Hilfe beim Friedensprozess zu; im Land tobt seit Jahren ein Bürgerkrieg.
- AMD will die Hälfte der Weltbevölkerung mit Computern und Internetzugang ausstatten. Das Gerät mit dem Namen PIC (Personal Internet Communicator) soll ca. 200 Dollar kosten und von verschiedenen Partnern, darunter TATA Group und Cable & Wireless angeboten werden.
- Rom/Italien. An historischer Stätte haben die EU-Staats- und Regierungschefs die erste europäische Verfassung unterzeichnet. Die Chefs der 25 Mitgliedsstaaten paraphierten das neue Vertragswerk in Rom im selben Saal des Konservatorenpalastes, in dem 1957 Deutschland, Italien, Frankreich, Belgien, die Niederlande und Luxemburg die Römischen Verträge zur Gründung der Europäischen Wirtschaftsgemeinschaft (EWG) unterzeichnet hatten.
- Berlin/Deutschland. Gleichgeschlechtliche Paare erhalten vom Deutschen Bundestag mehr Rechte; betroffen sind insbesondere Unterhalts- und Hinterbliebenenrecht. Zudem wurde homosexuellen Paaren ein eingeschränktes Adoptionsrecht zugestanden, es kann das leibliche Kind des Partners adoptiert werden.
- Berlin/Deutschland. Der DVU-Vorsitzende Gerhard Frey hat in einem Interview mit der ARD erklärt, dass er sich mit dem NPD-Vorsitzenden Udo Voigt auf ein gemeinsames Vorgehen bei der nächsten Bundestagswahl geeinigt habe.
- Brüssel/Europäische Union. Handelskommissar Pascal Lamy präsentiert einen Gesetzesentwurf, der Entwicklungsländern Zugang zu billigen Medikamenten, zum Beispiel gegen die Seuchen AIDS und Malaria, ermöglichen soll. So genannte Zwangslizenzen sollen es Ländern der Dritten Welt ermöglichen, patentgeschützte Medikamente legal zu kopieren. Ein Reimport in die EU solcher Generika ist verboten.
- Sochumi/Abchasien. Nach einer Entscheidung des Obersten Gerichtshofes der autonomen Region Georgiens muss die umstrittene Präsidentschaftswahl vom 3. Oktober wiederholt werden. Der bei der Wahl unterlegenen Ministerpräsident Raul Chadschimba hatte wegen angeblicher Wahlrechtsverstöße geklagt. Damit widerruft das Oberste Gericht der Separatistenregion seine Entscheidung, in der der Oppositionsführer Sergei Bagapsch zum Sieger der Wahl erklärt wurde.
- Phnom Penh/Kambodscha. Norodom Sihamoni (51) wird zum neuen kambodschanischen König gekrönt, nachdem sein Vater, Norodom Sihanouk, vor drei Wochen aus gesundheitlichen Gründen abgedankt hatte.
- Rangun/Myanmar (Birma). Generalleutnant Soe Win tritt, zehn Tage nach seiner Ernennung zum neuen Chef der Militärjunta, erstmals offiziell in der Öffentlichkeit auf. Der Ministerpräsident spricht sich, bei einem Treffen der Anrainerstaaten des Mekong-Stroms, für entschlossene Maßnahmen gegen den Menschenhandel in der Region aus.
- Monrovia/Liberia. Bei religiösen Konflikten in der liberianischen Hauptstadt Monrovia kamen mehrere Menschen ums Leben.
- London/Großbritannien. Auf der Basis von Befragungen in tausend irakischen Haushalten nennt die medizinische Fachzeitschrift The Lancet eine Zahl von 100.000 zivilen Todesopfern des derzeitigen Kriegs im Irak. Das Risiko eines gewaltsamen Todes für die Zivilbevölkerung im Irak sei jetzt um das 58-Fache höher als vor der von den USA geführten Invasion. Die US-Behörden erklären demgegenüber, keine offiziellen Zahlen nennen zu können. Andere nicht offizielle Schätzungen beziffern die zivilen Todesopfer auf zwischen 10.000 und über 37.000.
- Paris/Frankreich. Palästinenser-Chef Jassir Arafat wird wegen seines kritischen Gesundheitszustandes zur Behandlung nach Paris ausgeflogen.

### Samstag, 30. Oktober 2004
- Rom/Italien. Rocco Buttiglione zog seine Kandidatur um einen Platz in der neuen EU-Kommission zurück. Er bleibt Europaminister im italienischen Kabinett.
- Potsdam/Deutschland. Eine Kundgebung von etwa 350 Neonazis wurde von linken Gegendemonstrationen flankiert, zu denen etwa 3000 Menschen kamen. Zwischen Polizei und einigen Autonomen kam es zu gewaltsamen Zusammenstößen.

### Sonntag, 31. Oktober 2004
- Peking/China. Die Weltklimakonferenz in Peking ist zu Ende gegangen. Experten forderten mehr Maßnahmen gegen den Klimawandel.[9]
- Der Gesundheitszustand von Jassir Arafat ist nicht so schlimm wie befürchtet. Sein Zustand habe sich stabilisiert, Leukämie konnte durch medizinische Tests ausgeschlossen werden.
- Irak. Iraks Übergangspremier Ijad Allawi hat den Aufständischen in Falludscha mit einer US-Offensive gedroht, falls die Friedensverhandlungen scheitern.
- Ukraine. Bei den Präsidentenwahlen in der Ukraine haben der Amtsinhaber Wiktor Janukowytsch und der oppositionelle Kandidat Wiktor Juschtschenko jeweils etwa 40 % der Stimmen erhalten. Am 21. November findet nun zwischen den beiden eine Stichwahl statt.
- Mainz/Deutschland. Bundespräsident Horst Köhler hat den deutschen Umweltpreis 2004 an den Mikrobiologen Garabed Antranikian und den Unternehmer Alfred Jung verliehen. Einen Ehrenpreis erhielt Loki Schmidt.

## Weblinks

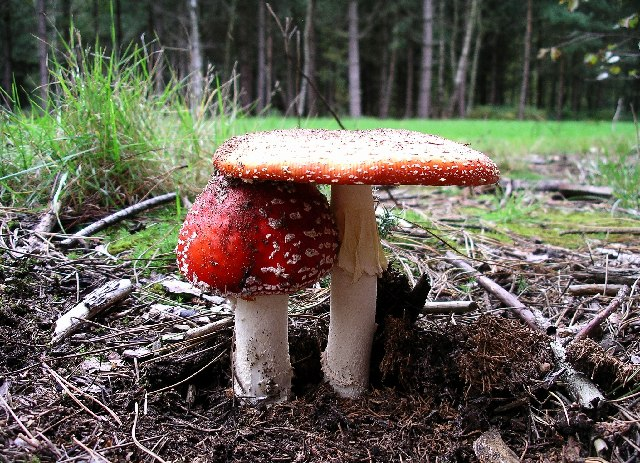
England im Oktober 2004